# Apeadeiro de Vila Garcia
O Apeadeiro de Vila Garcia é uma interface da Linha da Beira Alta, que serve a localidade de Vila Garcia, no Distrito da Guarda, em Portugal.

## Descrição
O abrigo de plataforma situa-se do lado norte da via (lado esquerdo do sentido ascendente, a Vilar Formoso).

## História
A Linha da Beira Alta entrou ao serviço, de forma provisória, em 1 de Julho de 1882, tendo a linha sido totalmente inaugurada em 3 de Agosto do mesmo ano, pela Companhia dos Caminhos de Ferro Portugueses da Beira Alta. Vila Garcia não constava entre as estações e apeadeiros existentes na linha à data de inauguração, porém, tendo este interface sido criado posteriormente.
A 5 de Agosto de 2018, com a introdução de novos horários pela CP, os comboios regionais entre a Guarda e Vilar Formoso deixaram de efectuar paragem neste apeadeiro, que ficou sem qualquer serviço ferroviário.